# Singaraja (distriktshuvudort i Indonesien)
Singaraja är en distriktshuvudort i Indonesien.   Den ligger i provinsen Provinsi Bali, i den sydvästra delen av landet, 900 km öster om huvudstaden Jakarta. Singaraja ligger 11 meter över havet och antalet invånare är 133 784. Den ligger på ön Bali.
Terrängen runt Singaraja är kuperad åt sydost, men norrut är den platt. Havet är nära Singaraja åt nordväst.Runt Singaraja är det mycket tätbefolkat, med 1 056 invånare per kvadratkilometer. Singaraja är det största samhället i trakten. Trakten runt Singaraja består till största delen av jordbruksmark.